# امانوئل کوسی انکانسا
امانوئل کوسی انکانسا (انگلیسی: Emmanuel Kwesi Nkansah؛ زادهٔ ۱۵ اکتبر ۱۹۴۱) بازیکن فوتبال اهل غنا بود.
وی همچنین در تیم ملی فوتبال غنا بازی کرده‌است.